# Le Pout
Le Pout là một xã trong tỉnh Gironde, thuộc vùng Nouvelle-Aquitaine của nước Pháp, có dân số là 340 người (thời điểm 1999). Xã nằm trong vùng đô thị của thành phố Bordeaux. Trong khi Le Pout trong năm 1962 còn có trên 107 dân cư thì năm 1999 đã có 340 người dân.